# Harvey Smith
 (décembre 2014).
Si vous disposez d'ouvrages ou d'articles de référence ou si vous connaissez des sites web de qualité traitant du thème abordé ici, merci de compléter l'article en donnant les références utiles à sa vérifiabilité et en les liant à la section « Notes et références ».
Pour les articles homonymes, voir Harvey Smith (homonymie) et Smith.
Harvey Smith (né en 1966 à Freeport (Texas)) est un concepteur américain de jeu vidéo spécialisé dans les environnements immersifs, connu pour avoir travaillé, entre autres, sur Deus Ex.

## Aperçu biographique
Après s'être engagé dans l'US Air Force pendant 6 ans où il sera amené à aller entre autres en Allemagne ou encore en Arabie Saoudite, Harvey Smith déménagea à Austin. Il commença sa carrière chez Origin Systems, où il a travaillé pendant quatre ans.
En 1998, il entre chez Ion Storm, société qu'il quitte en 2004, après six ans.
Avec Ion Storm Austin, il a développé la série des Deus Ex et Deus Ex: Invisible War et collabore avec Warren Spector.
Harvey Smith quitta Ion Storm et fonde avec l'aide de Midway un studio à Austin. Le premier jeu BlackSite, sorti en 2007,  est un échec. 
En 2008, Harvey Smith intègre Arkane Studios et devient co-directeur créatif au même titre que le président du studio, Raphaël Colantonio. 
En 2012, Smith collabore avec Viktor Antonov pour le développement de Dishonored ainsi que pour sa suite Dishonored 2 sorti en 2016.

## Jeux
| Année | Titre                               | Rôle                                           |
| ----- | ----------------------------------- | ---------------------------------------------- |
| 1994  | Super Wing Commander                | Assurance qualité                              |
| 1994  | System Shock                        | Assurance qualité                              |
| 1995  | Ultima VIII: Pagan (version CD-ROM) | Assurance qualité                              |
| 1995  | BioForge                            | Assurance qualité                              |
| 1995  | CyberMage: Darklight Awakening      | Producteur, designeur, scénariste, doublage    |
| 1995  | Technosaur (annulé)                 | N/A                                            |
| 1998  | FireTeam                            | Designer                                       |
| 2000  | Deus Ex                             | Lead designer                                  |
| 2003  | Deus Ex: Invisible War              | Directeur                                      |
| 2004  | Thief: Deadly Shadows               | Designer                                       |
| 2005  | Area 51                             | Designer, scénariste                           |
| 2007  | BlackSite: Area 51                  | Directeur exécutif de la création              |
| 2009  | Spider: The Secret of Bryce Manor   | Assurance qualité                              |
| 2009  | KarmaStar                           | N/A                                            |
| 2012  | Dishonored                          | Directeur de la création, designer, scénariste |
| 2013  | The Novelist                        | Assurance qualité                              |
| 2016  | Dishonored 2                        | Directeur de la création                       |
| 2017  | Prey                                | Assurance qualité                              |
| 2017  | Dishonored: Death of the Outsider   | Directeur de la création                       |
| 2022  | Redfall                             | Directeur de la création                       |